# Адамув-Парцель
Адамув-Парцель (пол. Adamów-Parcel) — село в Польщі, у гміні Радзейовиці Жирардовського повіту Мазовецького воєводства.
Населення — 182 особи (2011).
У 1975-1998 роках село належало до Скерневицького воєводства.

## Демографія
Демографічна структура станом на 31 березня 2011 року:
|          | Загалом | Допрацездатний вік | Працездатний вік | Постпрацездатний вік |
| -------- | ------- | ------------------ | ---------------- | -------------------- |
| Чоловіки | 96      | 18                 | 63               | 15                   |
| Жінки    | 86      | 19                 | 53               | 14                   |
| Разом    | 182     | 37                 | 116              | 29                   |